# Vuelo 295 de South African Airways
El vuelo 295 de South African Airways fue un vuelo comercial que se incendió en el área de carga y cayó al océano Índico, al noreste de la isla Mauricio el 28 de noviembre de 1987, matando a todos sus ocupantes. Tomó dos años localizar el fuselaje y las cajas negras debido a que las autoridades de aviación civil sudafricanas no contaban con recursos para esta tarea. Las causas del incendio nunca fueron determinadas, lo que puso como hipótesis tanto un atentado terrorista y como la presencia de algún elemento peligroso no declarado en Taiwán.
Como consecuencia del hecho, South African Airways retiró de su flota el Boeing 747-200 Combi, debido a la posibilidad de que el diseño de la bodega de carga hubiera contribuido el avance del incendio.

## Aeronave
El avión involucrado, un Boeing 747-244BM Combi de 7 años registrado ZS-SAS y llamado Helderberg, realizó su primer vuelo el 12 de noviembre de 1980 y fue entregado a South African Airways (SAA) el 24 de noviembre de 1980.
El modelo Boeing 747-200B Combi permite la mezcla de pasajeros y carga en la cubierta principal de acuerdo con los factores de carga en cualquier ruta dada y las regulaciones del compartimiento de carga Clase B. El vuelo 295 tenía 140 pasajeros y seis paletas de carga en la cubierta principal. Las cartas de porte maestras indicaban que se cargaron en la aeronave 47 000 kilogramos (104 000 lb) de equipaje y carga. Un funcionario de aduanas de Taiwán realizó una inspección sorpresa de parte de la carga; no encontró ningún cargamento que pudiera caracterizarse como sospechoso.

## Vuelo
La aeronave despegó a las 14:23 del Aeropuerto Internacional Chiang Kai Shek, en vuelo a Johannesburgo y con una escala en la isla Mauricio. A bordo iban 140 pasajeros y seis tarimas de carga en la cubierta principal. Las hojas de ruta constataban un total de 47 toneladas de equipaje. Un agente de la aduana taiwanesa realizó una inspección sorpresa en la bodega de la carga, sin encontrar nada que pudiera ser caracterizado como sospechoso.
Treinta y cuatro minutos después de despegar, el Heldelberg hizo contacto por primera vez con el control del tráfico aéreo de Hong Kong para obtener luz verde desde el waypoint ELATO (22° 19′ N 117° 30′ E) hasta ISBAN. Un informe de posición se hizo sobre ELATO a las 15:03:25, seguido por los waypoint SUNEK a las 15:53:52, ADMARK a las 16:09:54 y SUKAR (12° 22′ N 110° 54′ E) a las 16:34:47. El avión realizó un informe de rutina a la base de South African Airways en Jan Smuts (ZUR) a las 15:55:18.
En algún momento durante el vuelo, –se cree que durante la aproximación hacia Mauricio– se desató un incendio en la sección de carga en la cubierta principal, y probablemente no se extinguió sino hasta el impacto. La lista de comprobación de evacuación de humo requería despresurizar la aeronave y abrir dos de las puertas. No existe ninguna evidencia de que dicho procedimiento fuera llevado a cabo o que las puertas se hubieran abierto. Es posible que un miembro de la tripulación haya entrado en la bodega de carga para intentar de combatir el fuego. Un extintor cargado, en el que los investigadores encontraron metal derretido, se recuperó más tarde.
El fuego destruyó los sistemas eléctricos del aparato, lo que derivó en una pérdida de la comunicación y el control del mismo. A las 04:07 (hora local), el Heldelberg se desintegró en el aire y cayó en el Océano Índico, a unos 248 km del aeropuerto.
La siguiente comunicación fue registrada por el control de tráfico aéreo del Aeropuerto de Plaisance.
| Transcripción de las comunicaciones con la torre de control de Mauricio | Transcripción de las comunicaciones con la torre de control de Mauricio | Transcripción de las comunicaciones con la torre de control de Mauricio | Transcripción de las comunicaciones con la torre de control de Mauricio |
| Hora                                                                    | Interlocutor                                                            | Diálogo | Observaciones |
| ----------------------------------------------------------------------- | ----------------------------------------------------------------------- | --- | --- |
| 23:48:51                                                                | 295                                                                     | Eh, Mauritius, Mauritius, Springbok Two Niner Five. | |
| 23:49:00                                                                | ATC                                                                     | Springbok Two Nine Five, eh, Mauritius, eh, good morning, eh, go ahead. | |
| 23:49:07                                                                | 295                                                                     | Eh, good morning, we have, eh, a smoke, eh, eh, problem and we're doing emergency descent to level one five, eh, one four zero. | |
| 23:49:18                                                                | ATC                                                                     | Confirm you wish to descend to flight level one four zero. | |
| 23:49 20                                                                | 295                                                                     | Ja, we have already commenced, an, due to (a) smoke problem in the aeroplane. | |
| 23:49:25                                                                | ATC                                                                     | Eh, roger, you are clear to descend immediately to flight level one four zero. | |
| 23:49:30                                                                | 295                                                                     | Roger, we will appreciate if you can alert the fire, ehp, ehp eh, eh | |
| 23:49:40                                                                | ATC                                                                     | Do you wish to eh, do you request a full emergency? | |
| 23:49:48                                                                | 295                                                                     | Okay Joe, kan jy...vir ons | Okay Joe, podrías ... para nosotros |
| 23:49:51                                                                | ATC                                                                     | Springbok Two Nine Five, Plaisance. | |
| 23:49:54                                                                | 295                                                                     | Sorry, go ahead? | |
| 23:49:56                                                                | ATC                                                                     | Do you, eh, request a full emergency please, a full emergency? | |
| 23:50:00                                                                | 295                                                                     | Affirmative, that's Charlie Charlie. | |
| 23:50:02                                                                | ATC                                                                     | Roger, I declare a full emergency, roger. | |
| 23:50:04                                                                | 295                                                                     | Thank you. | |
| 23:50:40                                                                | ATC                                                                     | Springbok Two Nine Five, Plaisance. | |
| 23:50:44                                                                | 295                                                                     | Eh, go ahead. | |
| 23:50:46                                                                | ATC                                                                     | Request your actual position please and your DME distance? | |
| 23:50:51                                                                | 295                                                                     | Eh, we haven't got the DME yet. | |
| 23:50:55                                                                | ATC                                                                     | Eh, roger and your actual position please. | |
| 23:51:00                                                                | 295                                                                     | Eh, say again. | |
| 23:51:02                                                                | ATC                                                                     | Your actual position. | |
| 23:51:08                                                                | 295                                                                     | Now we've lost a lot of electrics, we haven't got anything on the, on the aircraft now. | |
| 23:51:12                                                                | ATC                                                                     | Eh, roger, I declare a full emergency immediately. | |
| 23:51:15                                                                | 295                                                                     | Affirmative. | |
| 23:51:18                                                                | ATC                                                                     | Roger. | |
| 23:52:19                                                                | ATC                                                                     | Eh, Springbok Two Nine Five, do you have an Echo Tango Alfa Plaisance please? | |
| 23:52:30                                                                | ATC                                                                     | Springbok Two Nine Five, Plaisance. | |
| 23:52:32                                                                | 295                                                                     | Ja, Plaisance? | |
| 23:52:33                                                                | ATC                                                                     | Do you have an Echo Tango Alfa Plaisance please? | |
| 23:52:36                                                                | 295                                                                     | Ja, eh, zero zero, eh eh eh three zero. | |
| 23:52:40                                                                | ATC                                                                     | Roger, zero zero three zero, thank you. | |
| 23:52:50                                                                | 295                                                                     | Hey Joe, shut down the oxygen left. | Transmisión inadvertida de una instrucción interna |
| 23:52:52                                                                | ATC                                                                     | Sorry, say again please? | |
| 00:01:34                                                                | 295                                                                     | Eh, Plaisance, Springbok 295, we've opened the door(s) to see if we (can?)...we should be OK | |
| 00:01:36                                                                | 295                                                                     | Look there (?) | Exclamación realizada por otra persona, que abarca la parte final de la oración anterior |
| 00:01:45                                                                | 295                                                                     | Donner se deur t... | Cierra la maldita puerta (traducción directa: maldita puerta c...) |
| 00:01:57                                                                | 295                                                                     | Joe, switch up quickly, then close the hole on your side. | |
| 00:02:10                                                                | 295                                                                     | Pressure(?) twelve thousand | |
| 00:02:14                                                                | 295                                                                     | ...Genoeg is...Anders kan ons vlug verongeluk | ...es suficiente... ...si no nuestro vuelo podría sufrir un luto (una traducción más precisa sería: si no nuestro vuelo podría sufrir un accidente)                                                                  |
| 00:02:25                                                                | 295                                                                     | Carrier wave only | |
| 00:02:38                                                                | 295                                                                     | Eh Plaisance, Springbok Two Nine Five, do (did) you copy? | |
| 00:02:41                                                                | ATC                                                                     | Eh negative, Two Nine Five, say again please, say again. | |
| 00:02:43                                                                | 295                                                                     | We're now sixty five miles. | |
| 00:02:45                                                                | ATC                                                                     | Confirm sixty five miles. | Malinterpretado por el controlador, entendiendo que el avión se hallaba a 105 km del aeropuerto, cuando en realidad esa distancia lo separaba del waypoint Xagal. El aparato estaba en realidad a 233 km de la pista |
| 00:02:47                                                                | 295                                                                     | Ja, affirmative Charlie Charlie. | |
| 00:02:50                                                                | ATC                                                                     | Eh, Roger, Springbok eh Two Nine Five, eh re you're recleared flight level five zero. Recleared flight level five zero. | |
| 00:02:58                                                                | 295                                                                     | Roger, five zero. | |
| 00:03:00                                                                | ATC                                                                     | And, Springbok Two Nine Five copy actual weather Plaisance Copy actual weather Plaisance. The wind one one zero degrees zero five knots. The visibility above one zero kilometres. And we have a precipitation in sight to the north. Clouds, five oktas one six zero zero, one okta five thousand feet. Temperature is twenty two, two two. And the QNH one zero one eight hectopascals, one zero one eight over. | |
| 00:03:28                                                                | 295                                                                     | Roger, one zero one eight. | |
| 00:03:31                                                                | ATC                                                                     | Affirmative, eh and both runways available if you wish. | |
| 00:03:43                                                                | ATC                                                                     | And two nine five, I request pilot's intention. | |
| 00:03:46                                                                | 295                                                                     | Eh, we'd like to track in eh, on eh one three. | |
| 00:03:51                                                                | ATC                                                                     | Confirm runway one four. | |
| 00:03:54                                                                | 295                                                                     | Charlie Charlie | |
| 00:03:56                                                                | ATC                                                                     | Affirmative and you're cleared, eh direct to Foxtrot Foxtrot. You report approaching five zero | Autorización otorgada para la baliza no direccional de Flic-en-Flac |
| 00:04:02                                                                | 295                                                                     | Kay. | Última transmisión recibida |
| 00:08:00                                                                | ATC                                                                     | Two Nine Five, Plaisance. | |
| 00:08:11                                                                | ATC                                                                     | Springbok Two Nine Five, Plaisance. | |
| 00:08:35                                                                | ATC                                                                     | Springbok Two Nine Five Plaisance (sin respuesta) | |

Luego de 36 minutos sin comunicaciones con el vuelo 295, el control del tráfico aéreo en Mauricio declaró formalmente la emergencia a las 04:44 (hora local).

## Investigación del accidente
La investigación del accidente del vuelo 295 fue asignada a Rennie Van Zyl, que examinó tres relojes hallados en el lugar del accidente y que formaban parte del equipaje. Dos de ellos aún tenían la hora taiwanesa, mientras que el otro se había detenido a la hora del impacto. Van Zyl dedujo que el avión se habría estrellado a las 00:07, tres minutos después de la última comunicación con la torre de control.
En su momento, la prensa y la opinión pública atribuyeron la causa del accidente a un atentado terrorista contra el gobierno de entonces, debido a que South African Airways era propiedad del Estado sudafricano y varias de sus oficinas habían sido blanco de actos vandálicos por parte de opositores al apartheid en años anteriores. Los expertos buscaron indicios de una explosión en los primeros restos descubiertos, como picado de la superficie, cavidades de impacto y cavidades de salpicaduras causadas por fragmentos calientes procedentes de artefactos explosivos que impactan y derriten aleaciones de metales que se encuentran en las estructuras de aeronaves. Sin embargo, nada de esto fue hallado. Por otra parte, los exámenes forenses realizados a las víctimas del accidente indicaron rastros de hollín en sus tráqueas y pulmones y elevadas concentraciones de monóxido de carbono en la sangre.
Sudáfrica lanzó la «Operación Determinación», con el fin de hallar los restos del 747 Combi. Las radiobalizas de localización submarina de la registradora de datos de vuelo no estaban diseñadas para soportar grandes profundidades. Sin embargo, una intensa búsqueda por sonar fue llevada a cabo hasta ser suspendida el 8 de enero de 1988, momento para el cual las baterías habrían muerto. Una compañía estadounidense, Oceaneering International, fue contratada para localizar y recuperar las cajas negras. El área fue considerada como comparable a la del RMS Titanic, siendo la profundidad de unos 5000 m mucho mayor que en cualquier otra operación de salvataje exitosa. Los restos del Helderberg fueron localizados al cabo de dos días, por medio de sonares (búsqueda distinta de aquella de dos meses de duración ya mencionada).
Los restos se encontraban divididos en tres zonas diferentes, indicando que la aeronave pudo haberse desintegrado antes del impacto. El 6 de enero de 1989, la grabadora de voz fue extraída de una profundidad de 4900 m. Sin embargo, la registradora de datos de vuelo nunca fue encontrada.
Como gesto de buena fe y para asegurar observadores neutrales, Van Zyl llevó la caja negra a la Junta Nacional de Seguridad del Transporte en Washington D. C.. Van Zyl cree que si la conservaba en Sudáfrica podría haber sido acusado de encubrir la verdad. En la NTSB, Van Zyl se sintió frustrado ante el hecho de que la caja negra degradada, que había permanecido en las profundidades del océano durante catorce meses, no arrojara inicialmente ninguna información útil. Alrededor del minuto 28, la grabación registró el sonido de la alarma de incendio. Catorce segundos después, los disyuntores comenzaron a saltar. Los investigadores creen que alrededor de 80 disyuntores fallaron. El cable de la caja negra falló 81 segundos después de la alarma. La grabación reveló la extensión del fuego.
Van Zyl descubrió que el palé derecho delantero fue el «asiento» del fuego. El manifiesto constataba que dicho palé estaba compuesto mayormente por computadoras embaladas en poliestireno. Los investigadores afirmaron que el incendio localizado probablemente entró en contacto con el embalaje y produjeron gases que se acumularon cerca del techo. También dedujeron que los gases se encendieron en un incendio repentino que afectó a toda la bodega de carga. El fuego nunca ardió por debajo de un metro por encima del piso. Las paredes y el techo de la bodega recibieron graves daños a causa del incendio. Van Zyl terminó su investigación sin descubrir por qué se inició el fuego.
El informe oficial observó la presencia de los equipos informáticos, y sugirió que una posible causa podría haber sido una explosión o combustión espontánea de las baterías de litio contenidas en las computadoras, aunque esto no fue propuesto como una causa concluyente del fuego.

### La Comisión de la Verdad
Años después, en 1996, la Comisión de la verdad se encargó de investigar las verdaderas causas del accidente del vuelo 295, que la Comisión de Margo hubiera dejado de lado. El doctor David Klatzow fue invitado por la Comisión de la Verdad para explicar sus teorías e interrogar a testigos. Los interrogatorios fueron realizados en la Cámara de Diputados y sin ningún representante de la Autoridad de Aviación Civil de Sudáfrica. Klatzow expuso las teorías erróneas de la Autoridad de Aviación Civil, consideradas poco creíbles. Además criticó las acciones del juez Margo durante la investigación oficial, sin convocar a éste para responder a las acusaciones en su contra.
La Comisión llegó a la conclusión de que en el manifiesto de carga no hubo causantes del incendio. Tras la presión de la opinión pública, los registros de la grabadora de voz salieron a la luz pública en mayo de 2000. El Ministro de Transporte Dullah Omar declaró que podría reabrirse la investigación si se descubre nueva evidencia, la policía investigó si hubiera más evidencia para formular una recomendación al Ministerio de Transporte, pero se descartó esta idea en octubre de 2002.

## Pasajeros y tripulación
La aeronave empleada en el vuelo era un Boeing 747-244M Combi, una variante del 747-200 que combina el uso para transporte de carga con el de pasajeros, denominado Heldelberg, y había sido entregado a la aerolínea en 1980. La tripulación de vuelo consistía en el capitán Dawie Uys, de 49 años de edad (que tenía 13 843 horas de vuelo), el primer oficial David Attwell, de 36 años (que tenía 7362 horas de vuelo), el primer oficial de reemplazo Geoffrey Birchall, de 37 años (que tenía 8749 horas de vuelo), el ingeniero de vuelo Giuseppe Joe Bellagarda, de 45 años (que tenía 7804 horas de vuelo), y el ingeniero de vuelo de reemplazo Alan Daniel, de 34 años (que tenía 1595 horas de vuelo).
| Nacionalidad        | Pasajeros | Tripulación | Total |
| ------------------- | --------- | ----------- | ----- |
| Alemania Occidental | 1         | 0           | 1     |
| Australia           | 2         | 0           | 2     |
| Corea del Sur       | 1         | 0           | 1     |
| Dinamarca           | 1         | 0           | 1     |
| Hong Kong           | 2         | 0           | 2     |
| Japón               | 47        | 0           | 47    |
| Mauricio            | 2         | 0           | 2     |
| Países Bajos        | 1         | 0           | 1     |
| Reino Unido         | 1         | 0           | 1     |
| Sudáfrica           | 52        | 19          | 71    |
| Taiwán              | 30        | 0           | 30    |
| Total               | 140       | 19          | 159   |

Las autoridades taiwanesas declararon que 58 pasajeros comenzaron su viaje en Taipéi, incluyendo 30 ciudadanos taiwaneses, 19 sudafricanos, 3 japoneses, dos mauricianos, un danés, un neerlandés, un británico y un alemán occidental. Los restantes transbordaron desde otros vuelos que habían aterrizado en Taipéi, por lo que las autoridades taiwanesas desconocían sus nacionalidades.
Al menos dos pasajeros murieron por inhalación de humo antes del impacto.

### Pasajeros notables
- Kazuharu Sonoda, luchador profesional japonés conocido como Magic Dragon y su novia, Mayumi Sonoda.

## Dramatización
Los eventos del vuelo 295 y su investigación son presentados en la quinta temporada de Mayday: catástrofes aéreas, en el episodio titulado «Incendio misterioso» en Hispanoamérica y «Un incendio misterioso» en España.

## Galería

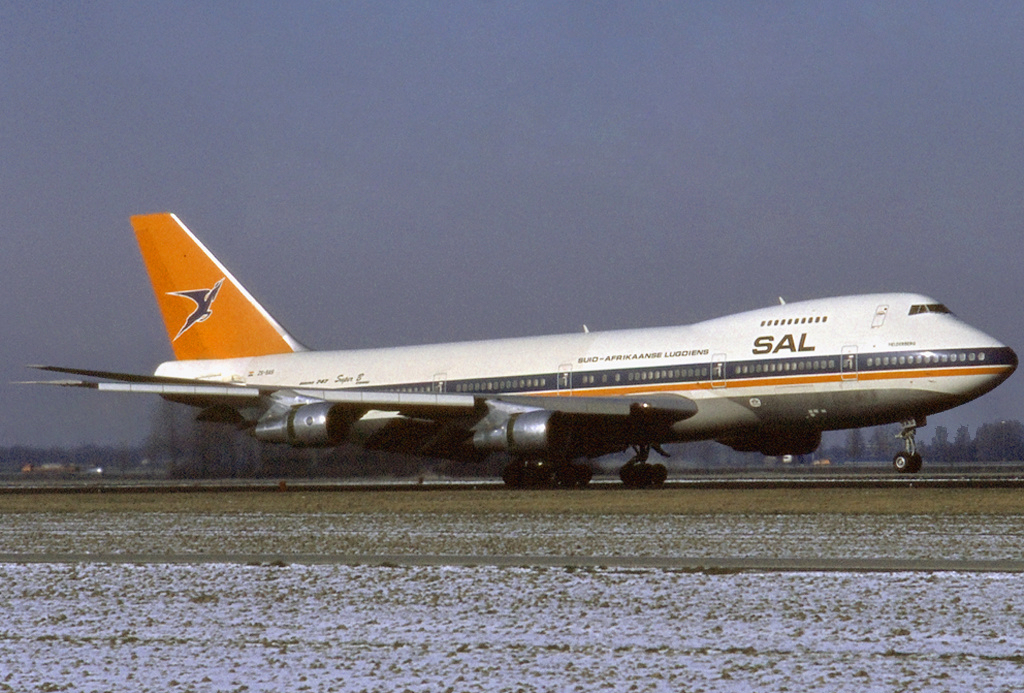
El avión involucrado en el accidente en febrero de 1983.
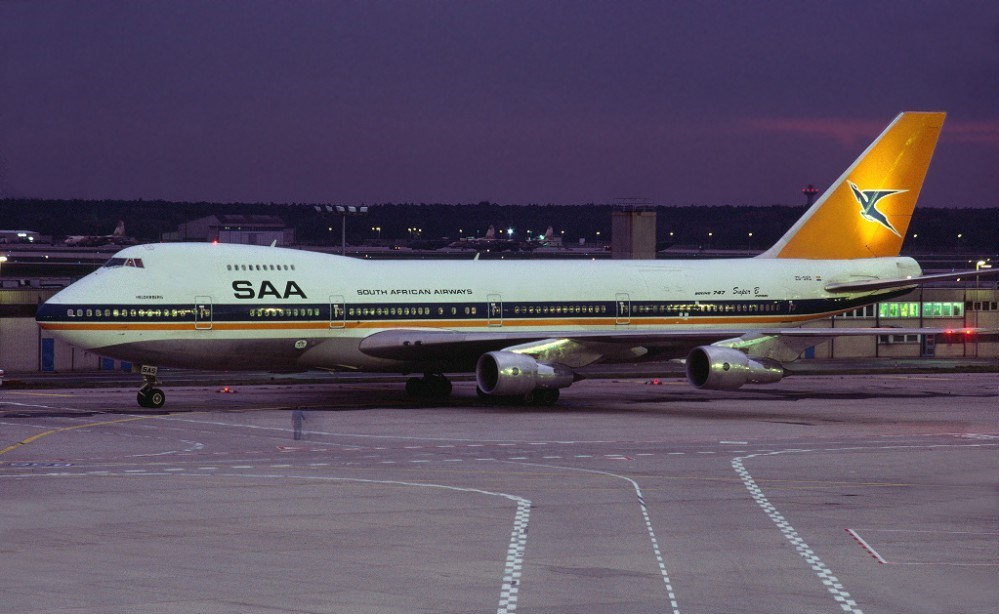
El avión involucrado en el incidente en el Aeropuerto de Fráncfort del Meno en octubre de 1983